# Molophilus (Molophilus) palomaricus
Molophilus (Molophilus) palomaricus is een tweevleugelige uit de familie steltmuggen (Limoniidae). De soort komt voor in het Nearctisch gebied.